# The Cuckoo Clocks of Hell
The Cuckoo Clocks of Hell är det trettonde studioalbumet av gitarristen Buckethead. Den släpptes 20 april 2004, via Disembodied Records. Albumet innehåller sjutton låtar.

## Låtlista
| Nr           | Titel                           | Längd |
| ------------ | ------------------------------- | ----- |
| 1.           | Descent of the Damned           | 3:07  |
| 2.           | Spokes for the Wheel of Torment | 2:17  |
| 3.           | Arc of the Pendulum             | 2:32  |
| 4.           | Fountains of the Forgotten      | 3:22  |
| 5.           | The Treeman                     | 3:40  |
| 6.           | Pylegathon                      | 2:35  |
| 7.           | Traveling Morgue                | 3:18  |
| 8.           | One Tooth of the Time Train     | 3:27  |
| 9.           | Bedlam's Bluff                  | 3:15  |
| 10.          | Beaten With Sledges             | 2:52  |
| 11.          | Woods of Suicide                | 3:28  |
| 12.          | Yellowed Hide                   | 3:37  |
| 13.          | Moths to Flame                  | 3:13  |
| 14.          | The Ravines of Falsehood        | 3:11  |
| 15.          | The Black Forest                | 2:12  |
| 16.          | Haven of Black Tar Pitch        | 3:19  |
| 17.          | The Escape Wheel                | 2:52  |
| Total längd: | Total längd:                    | 52:16 |